# Campegius Vitringa der Jüngere

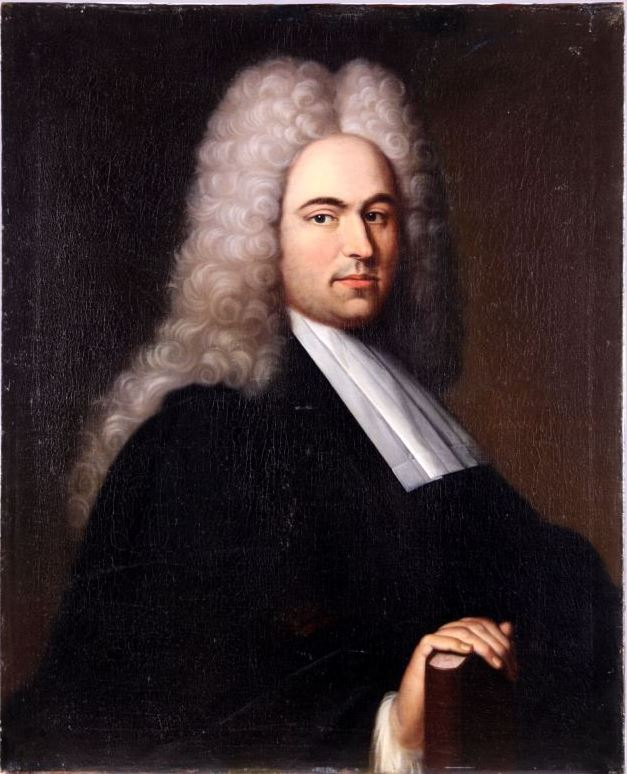
Campegius Vitringa der Jüngere

Campegius Vitringa der Jüngere (* 24. März 1693 in Franeker; † 11. Januar 1723 ebenda) war ein niederländischer reformierter Theologe.

## Leben
Der Sohn des Campegius Vitringa des Älteren besuchte die Schule seiner Heimatstadt und wurde von seinem nahen Verwandten, dem Professor der griechischen Sprache Lambert Bos (1670–1717), gefördert. 1708 bezog er die Universität Franeker, wo er die Vorlesungen seines Vaters, des Wilhelm Coetier (1647–1723), des Lambert Bos, des Ruard Andala (1665–1727) und des Wijer Willem Muys (1682–1744) besuchte. Wie sein Vater, so verlegte er seine Studien auf die Theologie, besuchte die Universität Leiden und die Universität Utrecht. Nachdem er seine Dissertation de facie et posterioribus Dei gehalten hatte, wurde er 1715 zum Doktor der Theologie promoviert. 
Da er 1716 einen Ruf als Gymnasialprofessor der Theologie und Rektor des Gymnasiums in Zerbst angeboten bekam, bemühte man sich ihn in Franeker zu halten, indem man ihm 1716 zum Professor der Theologie an der Universität Franeker berief. An der Seite seines Vaters wirkte er noch einige Jahre. Allerdings ergriff ein Jahr nach dem Tod seines Vaters ihn ein heftiges Fieber, woran er verstarb.

## Werke
- Epitome Theologiae naturalis. Franeker 1721, Leeuwarden 1736
- Diss. II. de Luctu Jacobi cum Angelo.
- Diss. III. De Serpente veteratore.
- Diss. III. de Festo Tabernaculorum.
- Diss. II. de genuino titulo Epistolae Pauli, quae vulgo inscribitus ad Epheseos.
- Diss. III. De natura peccati.